# Torneo Clausura 2023 (El Salvador)
El Torneo Clausura 2023 (conocido como Liga INDES Clausura 2023 por motivos de patrocinio), fue la nonagésima séptima (97.a) edición de la Primera División de fútbol profesional salvadoreño, siendo el segundo torneo de la temporada 2022-23. Este inició el 28 de enero y finalizó inconcluso por decisión de la FESFUT el 24 de mayo.

## Sistema de competición
El sistema de juego para el Torneo Clausura 2023 se estableció el 26 de enero de 2022 en conferencia de prensa, en la cual se decidió volver al antiguo formato de competencia utilizado en la temporada anterior. El torneo se jugará en un sistema de dos fases: en la primera los equipos jugarán 22 fechas todos contra todos, con visita recíproca. Los ocho primeros equipos de la tabla de posiciones al final de las 22 jornadas clasificarán a la siguiente fase (Fase final) que consistirá en cuartos de final y semifinales de ida y vuelta. Los equipos ganadores de cada semifinal clasificarán a la final a partido único en sede neutral para definir el campeón del torneo que clasificará a la Copa Centroamericana.

## Información
| Equipo         | Ciudad       | Departamento | Entrenador         | Estadio                       | Capacidad |
| -------------- | ------------ | ------------ | ------------------ | ----------------------------- | --------- |
| ÁGUILA         | SAN MIGUEL   | SAN MIGUEL   | Sebastián bini     | Juan Francisco Barraza        | 10000     |
| ALIANZA        | SAN SALVADOR | SAN SALVADOR | EDUARDO LARA       | Estadio cuscatlan             | 44836     |
| ATLÉTICO MARTE | SAN SALVADOR | SAN SALVADOR | OMAR SEVILLA       | Estadio cuscatlan             | 44836     |
| ISIDRO METAPÁN | METAPÁN      | SANTA ANA    | JORGE RODRÍGUEZ    | Jorge Calero Suárez           | 10000     |
| FAS            | SANTA ANA    | SANTA ANA    | EFREN MARENCO      | Estadio Óscar Quiteño         | 17500     |
| DRAGÓN         | SAN MIGUEL   | SAN MIGUEL   | MARVIN BENÍTEZ     | Juan Francisco Barraza        | 10000     |
| CHALATENANGO   | CHALATENANGO | CHALATENANGO | EDGAR HENRIQUEZ    | Estadio Gregorio Martínez     | 15000     |
| FIRPO          | USULUTÁN     | USULUTÁN     | GUILLERMO RIVERA   | Estadio Sergio Torres Rivera  | 10000     |
| PLATENSE       | ZACATECOLUCA | LA PAZ       | JUAN CORTEZ        | Estadio toledo valle          | 6200      |
| 11 DEPORTIVO   | AHUACHAPÁN   | AHUACHAPÁN   | Edwin Dowson PRADO | Estadio Arturo Simeón Magaña  | 5000      |
| SANTA TECLA    | SANTA TECLA  | LA LIBERTAD  | Ernesto Corti      | Estadio las delicias          | 10000     |
| JOCORO         | JOCORO       | MORAZAN      | Victor coreas      | Polideportivo Tierra de fuego | 3000      |

## Equipos participantes
12 equipos de 9 departamentos del país lucharán por el título de primera división 
| Equipos                  | N | Departamento | Fecha de fundación                      |
| ------------------------ | - | ------------ | --------------------------------------- |
| CD Aguila Y CD Dragón    | 2 | San Miguel   | - 15 de feb de 1926 - 18 de sep de 1939 |
| Atlético Marte y Alianza | 2 | San Salvador | - 22 de abr de 1950 - 12 de oct de 1958 |
| Fas y Metapán            | 2 | Santa Ana    | - 16 de feb de 1947 - 23 de abr de 2000 |
| Firpo                    | 1 | Usulután     | - 21 de sep de 1923                     |
| AD Chalatenango          | 1 | Chalatenango | - 23 de abr 1927                        |
| Platense                 | 1 | La Paz       | - 1 de may de 1950                      |
| Jocoro                   | 1 | Morazán      | - 19 de may de 1991                     |
| Santa Tecla              | 1 | La Libertad  | - 15 de ene de 2007                     |
| 11 Deportivo             | 1 | Ahuachapán   | - 20 de ago de 2019                     |

## Desarrollo
| N.º | Equipo         | Pts | Pj | PG | PE | PP | GF | GC | DIF |
| --- | -------------- | --- | -- | -- | -- | -- | -- | -- | --- |
| 1°  | CD Águila      | 49  | 22 | 15 | 4  | 3  | 34 | 14 | +20 |
| 2°  | Alianza        | 39  | 22 | 10 | 9  | 3  | 32 | 17 | +15 |
| 3°  | 11 Deportivo   | 31  | 22 | 7  | 10 | 5  | 23 | 17 | +6  |
| 4°  | CD Dragón      | 30  | 22 | 8  | 6  | 8  | 23 | 21 | +2  |
| 5°  | LA Firpo       | 29  | 22 | 6  | 11 | 5  | 20 | 17 | +3  |
| 6°  | Metapán        | 29  | 22 | 7  | 8  | 7  | 29 | 28 | +1  |
| 7°  | Fas            | 27  | 22 | 7  | 6  | 9  | 24 | 26 | -2  |
| 8°  | Jocoro         | 27  | 22 | 8  | 3  | 11 | 25 | 36 | -11 |
| 9°  | Santa Tecla    | 25  | 22 | 6  | 7  | 9  | 26 | 29 | -3  |
| 10° | Chalatenango   | 25  | 22 | 7  | 4  | 11 | 27 | 39 | -12 |
| 11° | Atlético marte | 23  | 22 | 5  | 8  | 9  | 25 | 31 | -6  |
| 12  | Platense       | 21  | 22 | 5  | 6  | 11 | 24 | 39 | -15 |

     Clasificados a octavos de final
     Descenso a segunda división 

## Tabla acumulada
| Pos. | Equipo           | Pts. | PJ | G  | E  | P  | GF | GC | Dif. | Clasificación o descenso              |
| ---- | ---------------- | ---- | -- | -- | -- | -- | -- | -- | ---- | ------------------------------------- |
| 1    | Águila           | 67   | 32 | 20 | 7  | 5  | 57 | 25 | +32  | Clasificado a la Copa Centroamericana |
| 2    | Alianza          | 58   | 32 | 16 | 10 | 6  | 53 | 26 | +27  |                                       |
| 3    | Dragón           | 48   | 32 | 13 | 9  | 10 | 33 | 28 | +5   |                                       |
| 4    | Isidro Metapán   | 45   | 32 | 11 | 12 | 9  | 43 | 41 | +2   |                                       |
| 5    | Jocoro SA        | 45   | 32 | 13 | 6  | 13 | 43 | 51 | −8   | Clasificado a la Copa Centroamericana |
| 6    | FAS CA           | 43   | 32 | 11 | 10 | 11 | 36 | 35 | +1   | Clasificado a la Copa Centroamericana |
| 7    | 11 Deportivo     | 38   | 32 | 8  | 14 | 10 | 32 | 33 | −1   |                                       |
| 8    | Santa Tecla      | 36   | 32 | 9  | 9  | 14 | 41 | 46 | −5   |                                       |
| 9    | Platense         | 36   | 32 | 9  | 9  | 14 | 35 | 47 | −12  |                                       |
| 10   | Atlético Marte   | 35   | 32 | 8  | 11 | 13 | 34 | 45 | −11  |                                       |
| 11   | Luis Ángel Firpo | 34   | 32 | 6  | 16 | 10 | 26 | 34 | −8   |                                       |
| 12   | Chalatenango (D) | 31   | 32 | 8  | 7  | 17 | 37 | 59 | −22  | Descenso a la Segunda División        |

Actualizado a los partidos jugados el 14 de mayo de 2023.
 Fuente: 

## Cese de Torneo
Debido a los incidentes ocurridos en el Estadio Cuscatlán el día 20 de mayo de 2023, donde una avalancha de aficionados en el partido por cuartos de final entre Alianza Fútbol Club y Club Deportivo FAS provocó la muerte de 12 personas y más de 150 lesionados, el 24 de mayo la FESFUT mediante un consenso decidió dar por cancelado el resto del torneo en cuestión dejándolo así sin la posibilidad de definir un campeón.